# Primera B de Chile 2022
La Primera B de Chile 2022, también conocido como «Ascenso Betsson 2022» (por razones de patrocinio), fue la 73.ᵉʳ edición de la segunda categoría del fútbol chileno. El campeonato lo organizó la Asociación Nacional de Fútbol Profesional.
Las novedades para este torneo son la presencia de Santiago Wanderers (que regresa tras 2 temporadas en la Primera División), además de Deportes Melipilla (que tras un año en la Primera División y tras ser desafiliado por la Primera Sala de Tribunal de Disciplina de la ANFP, luego de una denuncia, apeló a la Segunda Sala del mismo Tribunal y lo reintegró al organismo, a cambio de que le restan 6 puntos, del Torneo de la Primera División 2021, lo que significó su regreso a esta categoría). También estará marcada, por el debut de Deportes Recoleta, que se coronó campeón de la Segunda División Profesional 2021 y que jugará por primera vez en su historia en esta categoría.

## Sistema
Se jugarán 34 fechas, bajo el sistema conocido como todos contra todos, en dos ruedas. En este torneo se observará el sistema de puntos, de acuerdo a la reglamentación de la Internacional F.A. Board, asignándose tres puntos, al equipo que resulte ganador; un punto, a cada uno en caso de empate; y cero punto al perdedor.
El orden de clasificación de los equipos, se determinará en una tabla de cómputo general, de la siguiente manera:
- 1) Mayor cantidad de puntos
- 2) Mayor diferencia de goles a favor; en caso de igualdad;
- 3) Mayor cantidad de goles convertidos; en caso de igualdad;
- 4) Mayor cantidad de goles de visita marcados; en caso de igualdad;
- 5) Menor cantidad de tarjetas rojas recibidas; en caso de igualdad;
- 6) Menor cantidad de tarjetas amarillas recibidas; en caso de igualdad;
- 7) Sorteo.

En cuanto al campeón del torneo, se definirá de acuerdo al siguiente sistema:
- A) Mayor cantidad de puntos obtenidos; en caso de igualdad;
- B) Partido de definición en cancha neutral.

En caso de que la igualdad sea de más de dos equipos, esta se dejará reducida a dos clubes, de acuerdo al orden de clasificación de los equipos determinado anteriormente.
El equipo que finaliza en el primer lugar de la tabla, tras el término de la Fase Regular, se coronará campeón y ascenderá de manera directa a la Primera División, para el año 2023. El segundo cupo de ascenso a la Primera División, para el año 2022, la disputarán en partidos de ida y vuelta, el equipo que obtenga el subcampeonato, tras la Fase Regular y el ganador de una liguilla, que la disputarán los equipos que terminen del 3.ᵉʳ al 6.º lugar de la tabla.
Los equipos que finalicen en el último lugar de ambas tablas (regular y de promedios, que se definirá por el coeficiente de los últimos 2 años. En el caso de los descendidos de la Primera División y del ascendido desde la Segunda División Profesional, solo se contabilizará su puntaje de este torneo), descenderán automáticamente a la Segunda División Profesional para el año 2023, siendo reemplazados por el equipo, que se consagre campeón del torneo de la categoría señalada, de esta manera serán 16 equipos en la División de Plata del fútbol chileno para la temporada 2023.

## Árbitros
Esta es la lista de árbitros del torneo de Primera B edición 2022. Los árbitros de la Primera División, pueden arbitrar en el principio de este torneo, siempre y cuando no sean designados, para arbitrar en una fecha del campeonato de la categoría mencionada. Los árbitros que aparecen en la lista, pueden dirigir en las otras dos categorías profesionales, si la ANFP así lo estime conveniente. 
| Árbitros          | Edad    | Categoría |
| ----------------- | ------- | --------- |
| Reinerio Alvarado | 31 años |           |
| Fabián Aracena    | 40 años |           |
| Claudio Aranda    | 52 años |           |
| Franco Arrué      | 47 años |           |
| Patricio Blanca   | 44 años |           |
| Claudio Cevasco   | 34 años |           |
| Diego Flores      | 35 años |           |
| Cristián Galaz    | 36 años |           |
| Felipe Jara       | 40 años |           |
| Omar Oporto       | 42 años |           |
| Jorge Oses        | 31 años |           |
| Gastón Philippe   |         |           |
| Juan Sepúlveda    | 35 años |           |
| Francisco Soriano |         |           |
| Rafael Troncoso   | 48 años |           |

## Relevos
| Pos  | a Primera División |
| ---- | ------------------ |
| 1.er | Magallanes         |

| Pos  | a Primera B        |
| ---- | ------------------ |
| 16.º | Deportes Melipilla |
| 17.º | Santiago Wanderers |

| Pos  | a Primera División |
| ---- | ------------------ |
| 1.er | Magallanes         |

| Pos  | a Primera B        |
| ---- | ------------------ |
| 16.º | Deportes Melipilla |
| 17.º | Santiago Wanderers |

| Pos  | a Primera B       |
| ---- | ----------------- |
| 1.er | Deportes Recoleta |

| Pos  | a Segunda División  |
| ---- | ------------------- |
| 16.º | San Marcos de Arica |

| Pos  | a Primera B       |
| ---- | ----------------- |
| 1.er | Deportes Recoleta |

| Pos  | a Segunda División  |
| ---- | ------------------- |
| 16.º | San Marcos de Arica |

## Localización
| Equipo                    | Región        | Ciudad       |
| ------------------------- | ------------- | ------------ |
| Deportes Iquique          | Tarapacá      | Iquique      |
| Cobreloa                  | Antofagasta   | Calama       |
| Deportes Copiapó          | Atacama       | Copiapó      |
| San Luis de Quillota      | Valparaíso    | Quillota     |
| Santiago Wanderers        | Valparaíso    | Valparaíso   |
| Unión San Felipe          | Valparaíso    | San Felipe   |
| Barnechea                 | Metropolitana | Lo Barnechea |
| Deportes Recoleta         | Metropolitana | Recoleta     |
| Magallanes                | Metropolitana | San Bernardo |
| Santiago Morning          | Metropolitana | La Pintana   |
| Deportes Melipilla        | Metropolitana | Melipilla    |
| Deportes Santa Cruz       | O'Higgins     | Santa Cruz   |
| Rangers                   | Maule         | Talca        |
| Fernández Vial            | Biobío        | Concepción   |
| Universidad de Concepción | Biobío        | Concepción   |
| Deportes Temuco           | Araucanía     | Temuco       |
| Deportes Puerto Montt     | Los Lagos     | Puerto Montt |

| Barnechea Deportes Recoleta Magallanes Santiago Morning \| Deportes Melipilla \| |
| Deportes Melipilla                                                               |

| Deportes Melipilla |

## Información
| Equipo                    | Entrenador        | Estadio                   | Capacidad | Proveedor | Auspiciador          |
| ------------------------- | ----------------- | ------------------------- | --------- | --------- | -------------------- |
| Barnechea                 | John Armijo       | Municipal de Lo Barnechea | 2.500     | Capelli   |                      |
| Cobreloa                  | Emiliano Astorga  | Zorros del Desierto       | 12.102    | KS7       | Finning CAT          |
| Deportes Copiapó          | Héctor Almandoz   | Luis Valenzuela           | 8.500     | Claus-7   | Kinross              |
| Deportes Iquique          | Manuel Villalobos | Tierra de Campeones       | 13.171    | Rete      | Collahuasi           |
| Deportes Melipilla        | Eros Pérez        | Municipal de La Pintana   | 5.000     | Training  | Ariztía              |
| Deportes Puerto Montt     | Erwin Durán       | Chinquihue                | 10.000    | KS7       | PF Alimentos         |
| Deportes Recoleta         | Felipe Núñez      | Santa Laura               | 19.887    | Training  | SumUp                |
| Deportes Santa Cruz       | Héctor Adomaitis  | Joaquín Muñoz             | 6.000     | OneFit    | Clínica Boza         |
| Deportes Temuco           | Fabián Avendaño   | Germán Becker             | 18.000    | KS7       | Rosen                |
| Fernández Vial            | Claudio Rojas     | Ester Roa                 | 33.000    | Adidas    | Mundo Pacífico       |
| Magallanes                | Nicolás Núñez     | Luis Navarro              | 2.516     | Siker     | Coolbet              |
| Rangers                   | Juan Luvera       | Fiscal de Talca           | 16.000    | OneFit    | PF Alimentos         |
| San Luis de Quillota      | Francisco Bozán   | Lucio Fariña              | 7.700     | Acerbis   | La Cruz Inmobiliaria |
| Santiago Morning          | Cristián Muñoz    | Municipal de La Pintana   | 5.000     | KS7       | Finasur              |
| Santiago Wanderers        | Miguel Ponce      | Elías Figueroa            | 21.568    | Macron    | TCL                  |
| Unión San Felipe          | Víctor Rivero     | Javier Muñoz              | 10.000    | Claus-7   | La Cruz Inmobiliaria |
| Universidad de Concepción | Miguel Ramírez    | Ester Roa                 | 33.000    | Capelli   | Kino                 |

## Clasificación
| Pos. | Equipo                    | Pts. | PJ | G  | E  | P  | GF | GC | Dif. |  |
| ---- | ------------------------- | ---- | -- | -- | -- | -- | -- | -- | ---- |  |
| 1    | Magallanes                | 72   | 32 | 22 | 6  | 4  | 61 | 23 | +38  |  |
| 2    | Cobreloa                  | 68   | 32 | 20 | 8  | 4  | 41 | 24 | +17  |  |
| 3    | Deportes Copiapó          | 52   | 32 | 15 | 7  | 10 | 46 | 34 | +12  |  |
| 4    | Unión San Felipe          | 52   | 32 | 15 | 7  | 10 | 38 | 35 | +3   |  |
| 5    | Deportes Puerto Montt     | 47   | 32 | 12 | 11 | 9  | 36 | 31 | +5   |  |
| 6    | Universidad de Concepción | 46   | 32 | 12 | 10 | 10 | 42 | 34 | +8   |  |
| 7    | Rangers                   | 46   | 32 | 14 | 4  | 14 | 39 | 40 | −1   |  |
| 8    | Barnechea                 | 44   | 32 | 12 | 8  | 12 | 47 | 43 | +4   |  |
| 9    | Santiago Wanderers        | 42   | 32 | 10 | 12 | 10 | 37 | 37 | 0    |  |
| 10   | Deportes Temuco           | 38   | 32 | 10 | 8  | 14 | 31 | 41 | −10  |  |
| 11   | Deportes Santa Cruz       | 36   | 32 | 9  | 9  | 14 | 34 | 39 | −5   |  |
| 12   | Deportes Iquique          | 35   | 32 | 8  | 11 | 13 | 31 | 38 | −7   |  |
| 13   | Deportes Recoleta         | 34   | 32 | 8  | 10 | 14 | 34 | 41 | −7   |  |
| 14   | Santiago Morning          | 34   | 32 | 8  | 10 | 14 | 37 | 47 | −10  |  |
| 15   | San Luis de Quillota      | 34   | 32 | 7  | 13 | 12 | 27 | 42 | −15  |  |
| 16   | Deportes Melipilla        | 30   | 32 | 7  | 9  | 16 | 30 | 49 | −19  |  |
| 17   | Fernández Vial            | 26   | 32 | 3  | 17 | 12 | 26 | 39 | −13  |  |

 Fuente: Campeonato Chileno
     Campeón. Asciende a la Primera División  .
     Subcampeón. Accede a la Final de los Play-Offs.
     Acceden a los Play-Offs.
     Desciende a la Segunda División.

## Evolución
| Equipo / Fecha            | 01   | 02   | 03   | 04   | 05   | 06   | 07   | 08   | 09   | 10   | 11   | 12   | 13   | 14   | 15   | 16   | 17   | 18   | 19   | 20   | 21   | 22   | 23   | 24   | 25   | 26   | 27   | 28   | 29   | 30   | 31   | 32   | 33   | 34   |
| ------------------------- | ---- | ---- | ---- | ---- | ---- | ---- | ---- | ---- | ---- | ---- | ---- | ---- | ---- | ---- | ---- | ---- | ---- | ---- | ---- | ---- | ---- | ---- | ---- | ---- | ---- | ---- | ---- | ---- | ---- | ---- | ---- | ---- | ---- | ---- |
| Magallanes                | 2.º  | 1.º  | 1.º  | 1.º  | 1.º  | 1.º  | 1.º  | 1.º  | 1.º  | 1.º  | 1.º  | 1.°  | 1.º  | 1.º  | 1.º  | 1.º  | 1.º  | 1.º  | 1.º  | 1.º  | 1.º  | 1.º  | 1.º  | 1.º  | 1.º  | 1.º  | 1.º  | 1.º  | 2.°  | 1.º  | 1.º  | 1.º  | 1.º  | 1.º  |
| Cobreloa                  | 3.º  | 2.º  | 2.º  | 2.º  | 2.º  | 3.º  | 2.º  | 4.º  | 4.º  | 4.º  | 3.º  | 3.º  | 3.°  | 4.º  | 4.º  | 4.º  | 2.º  | 2.º  | 2.º  | 2.º  | 2.º  | 2.º  | 2.º  | 2.º  | 2.º  | 2.º  | 2.º  | 2.º  | 1.º  | 2.°  | 2.º  | 2.º  | 2.º  | 2.º  |
| Deportes Copiapó          | 8.°  | 11.º | 16.º | 15.º | 15.º | 13.º | 13.º | 12.º | 16.º | 9.º  | 8.º  | 8.º  | 6.º  | 5.º  | 5.º  | 5.º  | 5.º  | 5.°  | 6.º  | 5.º  | 5.º  | 4.º  | 4.°  | 4.°  | 5.°  | 5.°  | 5.°  | 4.º  | 4.º  | 4.º  | 5.º  | 4.º  | 3.º  | 3.º  |
| Unión San Felipe          | 13.º | 13.º | 9.º  | 6.º  | 11.° | 5.º  | 5.º  | 3.º  | 2.º  | 3.º  | 4.º  | 4.º  | 4.º  | 3.º  | 3.º  | 3.º  | 3.º  | 3.º  | 3.º  | 3.º  | 3.º  | 3.°  | 3.º  | 3.º  | 3.º  | 3.º  | 3.º  | 3.º  | 3.º  | 3.º  | 3.º  | 3.º  | 4.º  | 4.º  |
| Deportes Puerto Montt     | 16.º | 15.º | 14.º | 14.º | 13.º | 8.º  | 10.º | 6.º  | 8.º  | 8.º  | 7.º  | 7.º  | 8.º  | 8.°  | 6.º  | 8.º  | 7.º  | 7.º  | 7.º  | 7.º  | 6.º  | 6.º  | 6.º  | 6.°  | 6.°  | 6.°  | 6.°  | 6.º  | 5.º  | 5.º  | 6.°  | 7.º  | 7.º  | 5.º  |
| Universidad de Concepción | 1.º  | 6.º  | 5.º  | 10.º | 10.º | 11.º | 12.º | 11.º | 14.º | 15.° | 14.º | 14.º | 15.º | 16.º | 17.º | 13.º | 12.º | 12.º | 13.º | 14.º | 14.º | 13.º | 9.º  | 9.º  | 9.º  | 9.º  | 9.°  | 8.º  | 8.º  | 7.º  | 8.º  | 8.º  | 8.º  | 6.º  |
| Rangers                   | 4.º  | 3.º  | 3.º  | 3.º  | 3.º  | 4.º  | 3.º  | 2.º  | 3.º  | 2.º  | 2.º  | 2.º  | 2.º  | 2.º  | 2.°  | 2.º  | 4.º  | 4.º  | 4.º  | 4.º  | 4.º  | 5.º  | 5.°  | 5.°  | 4.°  | 4.°  | 4.°  | 5.º  | 6.º  | 6.º  | 4.º  | 5.°  | 5.º  | 7.º  |
| Barnechea                 | 7.º  | 10.º | 7.º  | 5.º  | 6.º  | 7.º  | 9.º  | 13.º | 13.º | 14.º | 13.º | 15.º | 11.º | 9.º  | 8.º  | 6.º  | 6.°  | 6.º  | 5.º  | 6.º  | 7.º  | 7.º  | 7.º  | 7.º  | 7.º  | 7.º  | 8.º  | 9.º  | 9.º  | 8.º  | 7.º  | 6.º  | 6.º  | 8.º  |
| Santiago Wanderers        | 12.º | 14.º | 11.º | 12.º | 14.º | 16.º | 17.º | 16.º | 12.º | 16.º | 16.º | 11.º | 14.º | 14.º | 12.º | 14.° | 13.º | 16.º | 16.º | 15.º | 15.º | 14.º | 14.º | 8.º  | 8.º  | 8.º  | 7.º  | 7.º  | 7.º  | 9.º  | 9.º  | 9.º  | 9.°  | 9.º  |
| Deportes Temuco           | 5.º  | 4.º  | 6.º  | 8.°  | 8.º  | 12.º | 6.º  | 9.º  | 10.º | 11.º | 11.º | 10.º | 9.º  | 10.º | 10.º | 10.º | 11.º | 11.º | 12.º | 10.º | 12.° | 11.º | 15.º | 12.º | 13.º | 14.º | 11.º | 10.º | 10.º | 10.º | 10.º | 10.º | 10.º | 10.º |
| Deportes Santa Cruz       | 6.º  | 8.º  | 13.º | 16.º | 16.º | 17.º | 16.º | 15.º | 17.° | 17.º | 17.º | 17.º | 16.º | 17.º | 15.º | 16.º | 15.º | 15.º | 11.º | 12.º | 8.º  | 8.º  | 11.º | 10.º | 10.º | 11.° | 10.º | 12.º | 13.º | 14.º | 12.º | 12.º | 11.º | 11.º |
| Deportes Iquique          | 9.º  | 12.° | 8.º  | 7.º  | 7.º  | 10.º | 11.º | 10.º | 6.º  | 7.º  | 10.º | 9.º  | 10.º | 11.º | 11.º | 11.º | 10.º | 9.º  | 8.°  | 8.º  | 9.º  | 10.º | 8.º  | 11.º | 11.º | 12.º | 13.º | 11.º | 11.º | 11.º | 14.º | 14.º | 13.º | 12.º |
| Deportes Recoleta         | 10.º | 7.º  | 10.º | 13.º | 12.º | 15.° | 15.° | 17.º | 15.º | 13.º | 15.º | 16.º | 17.º | 15.º | 16.º | 17.º | 17.º | 17.º | 17.º | 17.º | 16.º | 16.º | 16.° | 15.º | 15.º | 16.º | 14.º | 15.º | 15.º | 12.º | 13.º | 11.º | 12.º | 13.º |
| Santiago Morning          | 11.º | 5.º  | 4.º  | 4.º  | 4.º  | 2.º  | 4.º  | 5.°  | 5.º  | 5.º  | 5.º  | 5.º  | 5.º  | 6.º  | 7.º  | 9.º  | 9.º  | 10.º | 10.º | 11.º | 13.º | 9.º  | 12.º | 16.º | 16.° | 13.º | 15.º | 14.º | 12.º | 13.º | 11.º | 13.º | 15.º | 14.º |
| San Luis de Quillota      | 14.º | 16.º | 17.º | 17.º | 17.º | 14.º | 14.º | 14.º | 11.º | 12.º | 12.° | 13.º | 13.º | 13.º | 14.º | 12.º | 14.º | 14.º | 15.º | 13.º | 10.º | 12.º | 13.º | 14.º | 12.º | 10.º | 12.º | 13.° | 14.º | 15.º | 15.º | 15.º | 14.º | 15.º |
| Deportes Melipilla        | 17.º | 17.º | 15.º | 11.º | 5.º  | 6.º  | 8.°  | 8.º  | 9.º  | 6.º  | 6.º  | 6.º  | 7.º  | 7.º  | 9.º  | 7.º  | 8.º  | 8.º  | 9.º  | 9.º  | 11.º | 15.º | 10.º | 13.° | 14.º | 15.º | 16.º | 16.º | 16.º | 16.º | 17.º | 16.º | 16.º | 16.º |
| Fernández Vial            | 15.º | 9.º  | 12.° | 9.º  | 9.º  | 9.º  | 7.º  | 7.º  | 7.º  | 10.º | 9.º  | 12.º | 12.º | 12.º | 13.º | 15.º | 16.º | 13.º | 14.º | 16.° | 17.º | 17.º | 17.º | 17.º | 17.º | 17.º | 17.º | 17.º | 17.º | 17.º | 16.º | 17.º | 17.º | 17.º |

     Equipo libre de la fecha.

## Coeficientes
|                            | Equipo                    | PA  | JA | '21 | PJ | '22 | PJ | GF | GC | DG  | X̄     |
| -------------------------- | ------------------------- | --- | -- | --- | -- | --- | -- | -- | -- | --- | ----- |
| 1.                         | Magallanes                | 113 | 62 | 41  | 30 | 72  | 32 | 98 | 58 | +40 | 1.823 |
| 2.                         | Deportes Copiapó          | 104 | 62 | 52  | 30 | 52  | 32 | 93 | 70 | +23 | 1.677 |
| 3.                         | Cobreloa                  | 101 | 62 | 33  | 30 | 68  | 32 | 76 | 62 | +14 | 1.629 |
| 4.                         | Deportes Puerto Montt     | 95  | 62 | 48  | 30 | 47  | 32 | 70 | 61 | +9  | 1.532 |
| 5.                         | Unión San Felipe          | 88  | 62 | 36  | 30 | 52  | 32 | 72 | 75 | –3  | 1.419 |
| 6.                         | Deportes Temuco           | 87  | 62 | 49  | 30 | 38  | 32 | 73 | 70 | +3  | 1.403 |
| 7.                         | Santiago Morning          | 85  | 62 | 51  | 30 | 34  | 32 | 80 | 73 | +7  | 1.371 |
| 8.                         | Santiago Wanderers        | 42  | 32 | PD  | PD | 42  | 32 | 37 | 37 | 0   | 1.313 |
| 9.                         | Rangers                   | 81  | 62 | 35  | 30 | 46  | 32 | 76 | 81 | –5  | 1.306 |
| 10.                        | Deportes Santa Cruz       | 81  | 62 | 45  | 30 | 36  | 32 | 69 | 76 | –7  | 1.306 |
| 11.                        | Universidad de Concepción | 79  | 62 | 33  | 30 | 46  | 32 | 74 | 72 | +2  | 1.274 |
| 12.                        | Deportes Iquique          | 75  | 62 | 40  | 30 | 35  | 32 | 83 | 83 | 0   | 1.210 |
| 13.                        | San Luis de Quillota      | 74  | 62 | 40  | 30 | 34  | 32 | 60 | 74 | –14 | 1.194 |
| 14.                        | Barnechea                 | 68  | 62 | 24  | 30 | 44  | 32 | 75 | 87 | –12 | 1.097 |
| 15.                        | Fernández Vial            | 66  | 62 | 40  | 30 | 26  | 32 | 71 | 79 | –8  | 1.065 |
| 16.                        | Deportes Recoleta         | 34  | 32 | SD  | SD | 34  | 32 | 34 | 41 | –7  | 1.063 |
| 17.                        | Deportes Melipilla        | 30  | 32 | PD  | PD | 30  | 32 | 30 | 49 | –19 | 0.938 |
| Fuente: Campeonato Chileno |                           |     |    |     |    |     |    |    |    |     |       |

     Desciende a la Segunda División.

## Resultados

### Primera rueda
- Los horarios corresponden al huso horario de Chile: UTC-4 en horario estándar y UTC-3 en horario de verano.

| Fecha 1                 | Fecha 1   | Fecha 1                   | Fecha 1                   | Fecha 1       | Fecha 1 |
| Local                   | Resultado | Visita                    | Estadio                   | Fecha         | Hora    |
| ----------------------- | --------- | ------------------------- | ------------------------- | ------------- | ------- |
| Fernández Vial          | 0 - 1     | Rangers                   | Ester Roa                 | 15 de febrero | 18:00   |
| Deportes Santa Cruz     | 1 - 1     | Deportes Temuco           | Joaquín Muñoz             | 15 de febrero | 20:30   |
| Magallanes              | 2 - 0     | Deportes Puerto Montt     | Luis Navarro              | 16 de febrero | 18:00   |
| Cobreloa                | 2 - 1     | San Luis de Quillota      | Zorros del Desierto       | 16 de febrero | 20:30   |
| Deportes Melipilla      | 0 - 2     | Universidad de Concepción | Municipal de La Pintana   | 17 de febrero | 18:00   |
| Barnechea               | 1 - 1     | Santiago Morning          | Municipal de Lo Barnechea | 4 de junio    | 15:30   |
| Santiago Wanderers      | 2 - 0     | Deportes Iquique          | Elías Figueroa            | 5 de junio    | 15:30   |
| Unión San Felipe        | 0 - 0     | Deportes Recoleta         | Joaquín Muñoz             | 5 de junio    | 20:30   |
| Libre: Deportes Copiapó |           |                           |                           |               |         |

| Fecha 2                   | Fecha 2   | Fecha 2             | Fecha 2                 | Fecha 2       | Fecha 2 |
| Local                     | Resultado | Visita              | Estadio                 | Fecha         | Hora    |
| ------------------------- | --------- | ------------------- | ----------------------- | ------------- | ------- |
| Deportes Temuco           | 1 - 0     | Santiago Wanderers  | Germán Becker           | 21 de febrero | 20:30   |
| Santiago Morning          | 2 - 1     | Deportes Santa Cruz | Municipal de La Pintana | 22 de febrero | 18:00   |
| San Luis de Quillota      | 0 - 2     | Magallanes          | Lucio Fariña            | 22 de febrero | 20:30   |
| Deportes Recoleta         | 0 - 0     | Fernández Vial      | Santa Laura             | 23 de febrero | 18:00   |
| Rangers                   | 1 - 0     | Deportes Melipilla  | Fiscal de Talca         | 23 de febrero | 20:30   |
| Universidad de Concepción | 0 - 2     | Cobreloa            | Ester Roa               | 24 de febrero | 20:30   |
| Deportes Copiapó          | 0 - 1     | Unión San Felipe    | Luis Valenzuela         | 25 de mayo    | 20:00   |
| Deportes Puerto Montt     | 1 - 1     | Barnechea           | Chinquihue              | 28 de mayo    | 12:30   |
| Libre: Deportes Iquique   |           |                     |                         |               |         |

| Fecha 3                   | Fecha 3   | Fecha 3               | Fecha 3                   | Fecha 3       | Fecha 3 |
| Local                     | Resultado | Visita                | Estadio                   | Fecha         | Hora    |
| ------------------------- | --------- | --------------------- | ------------------------- | ------------- | ------- |
| Deportes Iquique          | 1 - 0     | Deportes Temuco       | Tierra de Campeones       | 27 de febrero | 20:30   |
| Deportes Santa Cruz       | 1 - 2     | Magallanes            | Joaquín Muñoz             | 1 de marzo    | 18:00   |
| Santiago Wanderers        | 2 - 2     | Santiago Morning      | Elías Figueroa            | 1 de marzo    | 20:30   |
| Deportes Melipilla        | 1 - 1     | Deportes Puerto Montt | Municipal de La Pintana   | 2 de marzo    | 18:00   |
| Unión San Felipe          | 1 - 0     | Rangers               | Javier Muñoz              | 2 de marzo    | 20:30   |
| Barnechea                 | 3 - 1     | San Luis de Quillota  | Municipal de Lo Barnechea | 3 de marzo    | 18:00   |
| Universidad de Concepción | 0 - 0     | Deportes Recoleta     | Ester Roa                 | 3 de marzo    | 20:30   |
| Cobreloa                  | 2 - 0     | Deportes Copiapó      | Zorros del Desierto       | 5 de junio    | 18:00   |
| Libre: Fernández Vial     |           |                       |                           |               |         |

| Fecha 4                | Fecha 4   | Fecha 4                   | Fecha 4                 | Fecha 4     | Fecha 4 |
| Local                  | Resultado | Visita                    | Estadio                 | Fecha       | Hora    |
| ---------------------- | --------- | ------------------------- | ----------------------- | ----------- | ------- |
| Fernández Vial         | 1 - 0     | Deportes Santa Cruz       | Ester Roa               | 7 de marzo  | 18:30   |
| Santiago Morning       | 1 - 1     | Unión San Felipe          | Municipal de La Pintana | 8 de marzo  | 18:00   |
| Deportes Puerto Montt  | 0 - 0     | Deportes Iquique          | Chinquihue              | 8 de marzo  | 20:30   |
| Rangers                | 1 - 2     | Cobreloa                  | Fiscal de Talca         | 8 de marzo  | 20:30   |
| Magallanes             | 1 - 0     | Universidad de Concepción | Luis Navarro            | 9 de marzo  | 18:00   |
| Deportes Copiapó       | 1 - 1     | Barnechea                 | Luis Valenzuela         | 9 de marzo  | 20:30   |
| San Luis de Quillota   | 1 - 1     | Santiago Wanderers        | Lucio Fariña            | 9 de marzo  | 20:30   |
| Deportes Recoleta      | 1 - 2     | Deportes Melipilla        | Santa Laura             | 11 de marzo | 20:30   |
| Libre: Deportes Temuco |           |                           |                         |             |         |

| Fecha 5                   | Fecha 5   | Fecha 5               | Fecha 5                   | Fecha 5     | Fecha 5 |
| Local                     | Resultado | Visita                | Estadio                   | Fecha       | Hora    |
| ------------------------- | --------- | --------------------- | ------------------------- | ----------- | ------- |
| Deportes Temuco           | 1 - 1     | Fernández Vial        | Germán Becker             | 14 de marzo | 20:30   |
| Universidad de Concepción | 1 - 1     | Deportes Puerto Montt | Ester Roa                 | 15 de marzo | 18:00   |
| Deportes Iquique          | 1 - 1     | Magallanes            | Tierra de Campeones       | 15 de marzo | 20:30   |
| Deportes Melipilla        | 2 - 1     | Deportes Copiapó      | Municipal de La Pintana   | 16 de marzo | 18:00   |
| Barnechea                 | 1 - 1     | Deportes Recoleta     | Municipal de Lo Barnechea | 16 de marzo | 18:00   |
| Santiago Wanderers        | 1 - 3     | Rangers               | Elías Figueroa            | 16 de marzo | 20:30   |
| San Luis de Quillota      | 1 - 2     | Santiago Morning      | Lucio Fariña              | 16 de marzo | 20:30   |
| Cobreloa                  | 1 - 0     | Deportes Santa Cruz   | Zorros del Desierto       | 2 de junio  | 15:00   |
| Libre: Unión San Felipe   |           |                       |                           |             |         |

| Fecha 6                  | Fecha 6   | Fecha 6                   | Fecha 6                 | Fecha 6     | Fecha 6 |
| Local                    | Resultado | Visita                    | Estadio                 | Fecha       | Hora    |
| ------------------------ | --------- | ------------------------- | ----------------------- | ----------- | ------- |
| Santiago Morning         | 1 - 0     | Deportes Iquique          | Municipal de La Pintana | 22 de marzo | 18:00   |
| Fernández Vial           | 0 - 0     | Santiago Wanderers        | Ester Roa               | 22 de marzo | 18:00   |
| Deportes Puerto Montt    | 3 - 0     | Deportes Temuco           | Chinquihue              | 22 de marzo | 20:30   |
| Deportes Copiapó         | 2 - 1     | Universidad de Concepción | Luis Valenzuela         | 22 de marzo | 20:30   |
| Magallanes               | 2 - 1     | Cobreloa                  | Luis Navarro            | 23 de marzo | 18:00   |
| Rangers                  | 2 - 3     | San Luis de Quillota      | Fiscal de Talca         | 23 de marzo | 18:00   |
| Unión San Felipe         | 1 - 0     | Deportes Melipilla        | Javier Muñoz            | 23 de marzo | 20:30   |
| Deportes Santa Cruz      | 1 - 1     | Barnechea                 | Joaquín Muñoz           | 23 de marzo | 20:30   |
| Libre: Deportes Recoleta |           |                           |                         |             |         |

| Fecha 7                   | Fecha 7   | Fecha 7               | Fecha 7                   | Fecha 7    | Fecha 7 |
| Local                     | Resultado | Visita                | Estadio                   | Fecha      | Hora    |
| ------------------------- | --------- | --------------------- | ------------------------- | ---------- | ------- |
| Cobreloa                  | 2 - 1     | Deportes Puerto Montt | Zorros del Desierto       | 2 de abril | 12:00   |
| San Luis de Quillota      | 0 - 0     | Deportes Copiapó      | Lucio Fariña              | 2 de abril | 20:30   |
| Deportes Recoleta         | 1 - 2     | Rangers               | Santa Laura               | 2 de abril | 20:30   |
| Deportes Iquique          | 2 - 2     | Deportes Santa Cruz   | Tierra de Campeones       | 3 de abril | 12:30   |
| Santiago Wanderers        | 0 - 2     | Magallanes            | Elías Figueroa            | 3 de abril | 12:30   |
| Barnechea                 | 0 - 1     | Unión San Felipe      | Municipal de Lo Barnechea | 4 de abril | 15:45   |
| Universidad de Concepción | 2 - 2     | Fernández Vial        | Ester Roa                 | 4 de abril | 18:00   |
| Deportes Temuco           | 2 - 1     | Santiago Morning      | Germán Becker             | 5 de abril | 17:30   |
| Libre: Deportes Melipilla |           |                       |                           |            |         |

| Fecha 8                 | Fecha 8   | Fecha 8                   | Fecha 8                 | Fecha 8     | Fecha 8 |
| Local                   | Resultado | Visita                    | Estadio                 | Fecha       | Hora    |
| ----------------------- | --------- | ------------------------- | ----------------------- | ----------- | ------- |
| Fernández Vial          | 0 - 0     | Deportes Iquique          | Ester Roa               | 8 de abril  | 18:00   |
| Deportes Puerto Montt   | 1 - 0     | Deportes Recoleta         | Chinquihue              | 8 de abril  | 18:00   |
| Deportes Melipilla      | 0 - 0     | Cobreloa                  | Municipal de La Pintana | 8 de abril  | 20:30   |
| Deportes Copiapó        | 1 - 1     | Santiago Wanderers        | Luis Valenzuela         | 9 de abril  | 12:30   |
| Magallanes              | 4 - 0     | Barnechea                 | Luis Navarro            | 9 de abril  | 12:30   |
| Deportes Santa Cruz     | 0 - 0     | Universidad de Concepción | Joaquín Muñoz           | 11 de abril | 18:00   |
| Rangers                 | 3 - 2     | Deportes Temuco           | Fiscal de Talca         | 11 de abril | 20:30   |
| Unión San Felipe        | 2 - 0     | San Luis de Quillota      | Javier Muñoz            | 11 de abril | 20:30   |
| Libre: Santiago Morning |           |                           |                         |             |         |

| Fecha 9                    | Fecha 9   | Fecha 9               | Fecha 9                   | Fecha 9     | Fecha 9 |
| Local                      | Resultado | Visita                | Estadio                   | Fecha       | Hora    |
| -------------------------- | --------- | --------------------- | ------------------------- | ----------- | ------- |
| Santiago Morning           | 1 - 1     | Fernández Vial        | Municipal de La Pintana   | 15 de abril | 11:45   |
| Universidad de Concepción  | 1 - 3     | Unión San Felipe      | Ester Roa                 | 15 de abril | 19:00   |
| Deportes Recoleta          | 3 - 1     | Deportes Copiapó      | Santa Laura               | 15 de abril | 19:00   |
| Deportes Temuco            | 2 - 4     | Magallanes            | Germán Becker             | 16 de abril | 12:30   |
| Santiago Wanderers         | 2 - 0     | Deportes Puerto Montt | Elías Figueroa            | 16 de abril | 12:30   |
| Barnechea                  | 1 - 1     | Rangers               | Municipal de Lo Barnechea | 16 de abril | 12:30   |
| Deportes Iquique           | 2 - 0     | Cobreloa              | Tierra de Campeones       | 16 de abril | 20:00   |
| San Luis de Quillota       | 2 - 1     | Deportes Melipilla    | Lucio Fariña              | 17 de abril | 20:30   |
| Libre: Deportes Santa Cruz |           |                       |                           |             |         |

| Fecha 10                         | Fecha 10  | Fecha 10             | Fecha 10                | Fecha 10    | Fecha 10 |
| Local                            | Resultado | Visita               | Estadio                 | Fecha       | Hora     |
| -------------------------------- | --------- | -------------------- | ----------------------- | ----------- | -------- |
| Deportes Copiapó                 | 1 - 0     | Deportes Iquique     | Luis Valenzuela         | 19 de abril | 18:00    |
| Deportes Recoleta                | 1 - 1     | Santiago Morning     | Santa Laura             | 19 de abril | 20:30    |
| Deportes Melipilla               | 2 - 0     | Santiago Wanderers   | Municipal de La Pintana | 20 de abril | 18:00    |
| Cobreloa                         | 3 - 2     | Barnechea            | Zorros del Desierto     | 20 de abril | 20:30    |
| Rangers                          | 2 - 1     | Deportes Santa Cruz  | Fiscal de Talca         | 20 de abril | 20:30    |
| Magallanes                       | 2 - 1     | Fernández Vial       | Luis Navarro            | 21 de abril | 12:30    |
| Deportes Puerto Montt            | 1 - 1     | San Luis de Quillota | Chinquihue              | 21 de abril | 18:00    |
| Unión San Felipe                 | 0 - 0     | Deportes Temuco      | Javier Muñoz            | 21 de abril | 20:30    |
| Libre: Universidad de Concepción |           |                      |                         |             |          |

| Fecha 11                    | Fecha 11  | Fecha 11                  | Fecha 11                  | Fecha 11    | Fecha 11 |
| Local                       | Resultado | Visita                    | Estadio                   | Fecha       | Hora     |
| --------------------------- | --------- | ------------------------- | ------------------------- | ----------- | -------- |
| Cobreloa                    | 3 - 0     | Deportes Recoleta         | Zorros del Desierto       | 23 de abril | 20:00    |
| Deportes Iquique            | 0 - 2     | Rangers                   | Tierra de Campeones       | 24 de abril | 15:00    |
| Santiago Morning            | 2 - 3     | Magallanes                | Municipal de La Pintana   | 25 de abril | 15:30    |
| Barnechea                   | 1 - 1     | Universidad de Concepción | Municipal de Lo Barnechea | 25 de abril | 15:30    |
| Deportes Temuco             | 1 - 1     | Deportes Melipilla        | Germán Becker             | 25 de abril | 18:00    |
| Fernández Vial              | 2 - 2     | Deportes Puerto Montt     | Ester Roa                 | 25 de abril | 18:00    |
| Deportes Santa Cruz         | 2 - 2     | Deportes Copiapó          | Joaquín Muñoz             | 25 de abril | 20:30    |
| Santiago Wanderers          | 0 - 1     | Unión San Felipe          | Elías Figueroa            | 9 de junio  | 18:00    |
| Libre: San Luis de Quillota |           |                           |                           |             |          |

| Fecha 12                  | Fecha 12  | Fecha 12            | Fecha 12                | Fecha 12    | Fecha 12 |
| Local                     | Resultado | Visita              | Estadio                 | Fecha       | Hora     |
| ------------------------- | --------- | ------------------- | ----------------------- | ----------- | -------- |
| Deportes Melipilla        | 2 - 1     | Barnechea           | Municipal de La Pintana | 29 de abril | 18:00    |
| Unión San Felipe          | 1 - 1     | Cobreloa            | Javier Muñoz            | 29 de abril | 18:00    |
| San Luis de Quillota      | 1 - 1     | Deportes Temuco     | Lucio Fariña            | 29 de abril | 20:30    |
| Universidad de Concepción | 2 - 2     | Deportes Iquique    | Ester Roa               | 29 de abril | 20:30    |
| Deportes Puerto Montt     | 3 - 0     | Deportes Santa Cruz | Chinquihue              | 30 de abril | 14:30    |
| Deportes Copiapó          | 4 - 0     | Fernández Vial      | Luis Valenzuela         | 30 de abril | 14:30    |
| Rangers                   | 2 - 3     | Santiago Morning    | Fiscal de Talca         | 30 de abril | 17:00    |
| Deportes Recoleta         | 1 - 2     | Santiago Wanderers  | Santa Laura             | 30 de abril | 19:30    |
| Libre: Magallanes         |           |                     |                         |             |          |

| Fecha 13            | Fecha 13  | Fecha 13                  | Fecha 13                | Fecha 13  | Fecha 13 |
| Local               | Resultado | Visita                    | Estadio                 | Fecha     | Hora     |
| ------------------- | --------- | ------------------------- | ----------------------- | --------- | -------- |
| Deportes Temuco     | 1 - 0     | Universidad de Concepción | Germán Becker           | 6 de mayo | 18:00    |
| Santiago Wanderers  | 1 - 3     | Barnechea                 | Elías Figueroa          | 6 de mayo | 18:00    |
| Deportes Iquique    | 1 - 1     | San Luis                  | Tierra de Campeones     | 6 de mayo | 20:30    |
| Santiago Morning    | 0 - 0     | Deportes Puerto Montt     | Municipal de La Pintana | 7 de mayo | 12:30    |
| Rangers             | 0 - 1     | Deportes Copiapó          | Fiscal de Talca         | 7 de mayo | 12:30    |
| Deportes Santa Cruz | 1 - 0     | Deportes Recoleta         | Joaquín Muñoz           | 7 de mayo | 17:30    |
| Magallanes          | 1 - 0     | Unión San Felipe          | Luis Navarro            | 8 de mayo | 15:00    |
| Fernández Vial      | 1 - 1     | Deportes Melipilla        | Ester Roa               | 8 de mayo | 15:00    |
| Libre: Cobreloa     |           |                           |                         |           |          |

| Fecha 14                     | Fecha 14  | Fecha 14            | Fecha 14                  | Fecha 14   | Fecha 14 |
| Local                        | Resultado | Visita              | Estadio                   | Fecha      | Hora     |
| ---------------------------- | --------- | ------------------- | ------------------------- | ---------- | -------- |
| Barnechea                    | 6 - 2     | Deportes Iquique    | Municipal de Lo Barnechea | 11 de mayo | 15:30    |
| Deportes Recoleta            | 2 - 1     | Deportes Temuco     | Santa Laura               | 11 de mayo | 18:00    |
| Universidad de Concepción    | 0 - 1     | Rangers             | Ester Roa                 | 11 de mayo | 20:30    |
| Deportes Copiapó             | 2 - 1     | Santiago Morning    | Luis Valenzuela           | 11 de mayo | 20:30    |
| Unión San Felipe             | 2 - 1     | Deportes Santa Cruz | Javier Muñoz              | 12 de mayo | 18:00    |
| Deportes Melipilla           | 1 - 2     | Magallanes          | Municipal de La Pintana   | 12 de mayo | 18:00    |
| Cobreloa                     | 1 - 1     | Santiago Wanderers  | Zorros del Desierto       | 12 de mayo | 20:30    |
| San Luis                     | 0 - 0     | Fernández Vial      | Lucio Fariña              | 12 de mayo | 20:30    |
| Libre: Deportes Puerto Montt |           |                     |                           |            |          |

| Fecha 15              | Fecha 15  | Fecha 15                  | Fecha 15                | Fecha 15   | Fecha 15 |
| Local                 | Resultado | Visita                    | Estadio                 | Fecha      | Hora     |
| --------------------- | --------- | ------------------------- | ----------------------- | ---------- | -------- |
| Deportes Iquique      | 2 - 1     | Deportes Recoleta         | Tierra de Campeones     | 14 de mayo | 20:30    |
| Fernández Vial        | 0 - 1     | Barnechea                 | Ester Roa               | 15 de mayo | 12:30    |
| Magallanes            | 1 - 0     | Deportes Copiapó          | Luis Navarro            | 15 de mayo | 12:30    |
| Santiago Morning      | 1 - 1     | Deportes Melipilla        | Municipal de La Pintana | 16 de mayo | 15:30    |
| Santiago Wanderers    | 0 - 0     | Universidad de Concepción | Elías Figueroa          | 16 de mayo | 18:00    |
| Deportes Puerto Montt | 2 - 1     | Unión San Felipe          | Chinquihue              | 16 de mayo | 18:00    |
| Deportes Temuco       | 2 - 0     | Cobreloa                  | Germán Becker           | 17 de mayo | 18:00    |
| Deportes Santa Cruz   | 2 - 0     | San Luis                  | Joaquín Muñoz           | 17 de mayo | 20:30    |
| Libre: Rangers        |           |                           |                         |            |          |

| Fecha 16                  | Fecha 16  | Fecha 16              | Fecha 16                  | Fecha 16   | Fecha 16 |
| Local                     | Resultado | Visita                | Estadio                   | Fecha      | Hora     |
| ------------------------- | --------- | --------------------- | ------------------------- | ---------- | -------- |
| Deportes Copiapó          | 5 - 0     | Deportes Puerto Montt | Luis Valenzuela           | 21 de mayo | 12:30    |
| Unión San Felipe          | 2 - 0     | Deportes Iquique      | Javier Muñoz              | 21 de mayo | 12:30    |
| Cobreloa                  | 1 - 0     | Fernández Vial        | Zorros del Desierto       | 22 de mayo | 17:30    |
| Deportes Melipilla        | 1 - 0     | Deportes Santa Cruz   | Municipal de La Pintana   | 22 de mayo | 17:30    |
| Barnechea                 | 2 - 0     | Deportes Temuco       | Municipal de Lo Barnechea | 23 de mayo | 12:30    |
| Deportes Recoleta         | 2 - 3     | San Luis              | Santa Laura               | 23 de mayo | 18:00    |
| Universidad de Concepción | 5 - 1     | Santiago Morning      | Ester Roa                 | 23 de mayo | 20:30    |
| Rangers                   | 2 - 2     | Magallanes            | Fiscal de Talca           | 23 de mayo | 20:30    |
| Libre: Santiago Wanderers |           |                       |                           |            |          |

| Fecha 17              | Fecha 17  | Fecha 17                  | Fecha 17                | Fecha 17   | Fecha 17 |
| Local                 | Resultado | Visita                    | Estadio                 | Fecha      | Hora     |
| --------------------- | --------- | ------------------------- | ----------------------- | ---------- | -------- |
| Deportes Santa Cruz   | 2 - 0     | Santiago Wanderers        | Joaquín Muñoz           | 27 de mayo | 18:00    |
| Santiago Morning      | 0 - 1     | Cobreloa                  | Municipal de La Pintana | 28 de mayo | 12:30    |
| Deportes Temuco       | 0 - 4     | Deportes Copiapó          | Germán Becker           | 29 de mayo | 12:30    |
| Deportes Iquique      | 3 - 0     | Deportes Melipilla        | Tierra de Campeones     | 29 de mayo | 12:30    |
| Magallanes            | 2 - 1     | Deportes Recoleta         | Luis Navarro            | 29 de mayo | 15:00    |
| Fernández Vial        | 1 - 1     | Unión San Felipe          | Ester Roa               | 31 de mayo | 18:00    |
| San Luis              | 0 - 2     | Universidad de Concepción | Lucio Fariña            | 31 de mayo | 20:30    |
| Deportes Puerto Montt | 0 - 0     | Rangers                   | Chinquihue              | 1 de junio | 20:30    |
| Libre: Barnechea      |           |                           |                         |            |          |

### Segunda rueda
- Los horarios corresponden al huso horario de Chile: UTC-4 en horario estándar y UTC-3 en horario de verano.

| Fecha 18                  | Fecha 18  | Fecha 18            | Fecha 18                | Fecha 18   | Fecha 18 |
| Local                     | Resultado | Visita              | Estadio                 | Fecha      | Hora     |
| ------------------------- | --------- | ------------------- | ----------------------- | ---------- | -------- |
| Deportes Recoleta         | 3 - 3     | Unión San Felipe    | Santa Laura             | 1 de julio | 20:30    |
| Deportes Iquique          | 2 - 1     | Santiago Wanderers  | Tierra de Campeones     | 1 de julio | 21:00    |
| Deportes Temuco           | 1 - 1     | Deportes Santa Cruz | Germán Becker           | 2 de julio | 12:30    |
| Rangers                   | 1 - 3     | Fernández Vial      | Fiscal de Talca         | 2 de julio | 12:30    |
| Santiago Morning          | 1 - 1     | Barnechea           | Municipal de La Pintana | 3 de julio | 12:30    |
| Deportes Puerto Montt     | 1 - 0     | Magallanes          | Chinquihue              | 3 de julio | 12:30    |
| San Luis                  | 0 - 0     | Cobreloa            | Lucio Fariña            | 4 de julio | 18:00    |
| Universidad de Concepción | 1 - 1     | Deportes Melipilla  | Ester Roa               | 4 de julio | 20:30    |
| Libre: Deportes Copiapó   |           |                     |                         |            |          |

| Fecha 19               | Fecha 19  | Fecha 19                  | Fecha 19                  | Fecha 19     | Fecha 19 |
| Local                  | Resultado | Visita                    | Estadio                   | Fecha        | Hora     |
| ---------------------- | --------- | ------------------------- | ------------------------- | ------------ | -------- |
| Unión San Felipe       | 3 - 1     | Deportes Copiapó          | Javier Muñoz              | 8 de julio   | 18:00    |
| Deportes Santa Cruz    | 1 - 0     | Santiago Morning          | Joaquín Muñoz             | 8 de julio   | 18:00    |
| Magallanes             | 3 - 0     | San Luis                  | Luis Navarro              | 9 de julio   | 12:30    |
| Barnechea              | 2 - 1     | Deportes Puerto Montt     | Municipal de Lo Barnechea | 9 de julio   | 12:30    |
| Fernández Vial         | 0 - 0     | Deportes Recoleta         | Ester Roa                 | 10 de julio  | 12:30    |
| Cobreloa               | 1 - 0     | Universidad de Concepción | Zorros del Desierto       | 11 de julio  | 20:30    |
| Deportes Melipilla     | 1 - 2     | Rangers                   | Municipal de La Pintana   | 11 de julio  | 20:30    |
| Santiago Wanderers     | 3 - 0     | Deportes Temuco           | Elías Figueroa            | 16 de agosto | 18:00    |
| Libre:Deportes Iquique |           |                           |                           |              |          |

| Fecha 20              | Fecha 20  | Fecha 20                  | Fecha 20                | Fecha 20    | Fecha 20 |
| Local                 | Resultado | Visita                    | Estadio                 | Fecha       | Hora     |
| --------------------- | --------- | ------------------------- | ----------------------- | ----------- | -------- |
| Santiago Morning      | 1 - 2     | Santiago Wanderers        | Municipal de La Pintana | 15 de julio | 15:30    |
| Deportes Temuco       | 3 - 2     | Deportes Iquique          | Germán Becker           | 15 de julio | 18:00    |
| San Luis              | 1 - 0     | Barnechea                 | Lucio Fariña            | 15 de julio | 20:30    |
| Magallanes            | 0 - 0     | Deportes Santa Cruz       | Luis Navarro            | 16 de julio | 11:00    |
| Deportes Recoleta     | 0 - 0     | Universidad de Concepción | Municipal de La Pintana | 18 de julio | 18:00    |
| Rangers               | 2 - 1     | Unión San Felipe          | Fiscal de Talca         | 18 de julio | 18:00    |
| Deportes Puerto Montt | 2 - 0     | Deportes Melipilla        | Chinquihue              | 18 de julio | 20:30    |
| Deportes Copiapó      | 2 - 0     | Cobreloa                  | Luis Valenzuela         | 18 de julio | 20:30    |
| Libre: Fernández Vial |           |                           |                         |             |          |

| Fecha 21                  | Fecha 21  | Fecha 21              | Fecha 21                  | Fecha 21    | Fecha 21 |
| Local                     | Resultado | Visita                | Estadio                   | Fecha       | Hora     |
| ------------------------- | --------- | --------------------- | ------------------------- | ----------- | -------- |
| Cobreloa                  | 1 - 0     | Rangers               | Zorros del Desierto       | 24 de julio | 12:30    |
| Universidad de Concepción | 0 - 2     | Magallanes            | Ester Roa                 | 24 de julio | 12:30    |
| Barnechea                 | 0 - 1     | Deportes Copiapó      | Municipal de Lo Barnechea | 25 de julio | 15:00    |
| Santiago Wanderers        | 1 - 2     | San Luis              | Elías Figueroa            | 25 de julio | 18:00    |
| Deportes Iquique          | 1 - 1     | Deportes Puerto Montt | Tierra de Campeones       | 25 de julio | 20:30    |
| Unión San Felipe          | 2 - 0     | Santiago Morning      | Javier Muñoz              | 25 de julio | 20:30    |
| Deportes Melipilla        | 1 - 2     | Deportes Recoleta     | Municipal de La Pintana   | 26 de julio | 15:00    |
| Deportes Santa Cruz       | 2 - 0     | Fernández Vial        | Joaquín Muñoz             | 26 de julio | 18:00    |
| Libre: Deportes Temuco    |           |                       |                           |             |          |

| Fecha 22                | Fecha 22  | Fecha 22                  | Fecha 22                | Fecha 22    | Fecha 22 |
| Local                   | Resultado | Visita                    | Estadio                 | Fecha       | Hora     |
| ----------------------- | --------- | ------------------------- | ----------------------- | ----------- | -------- |
| Magallanes              | 1 - 0     | Deportes Iquique          | Municipal de La Pintana | 31 de julio | 11:00    |
| Fernández Vial          | 0 - 0     | Deportes Temuco           | Ester Roa               | 31 de julio | 11:00    |
| Deportes Santa Cruz     | 1 - 1     | Cobreloa                  | Joaquín Muñoz           | 31 de julio | 20:30    |
| Santiago Morning        | 1 - 0     | San Luis                  | Municipal de La Pintana | 1 de agosto | 15:30    |
| Deportes Puerto Montt   | 1 - 4     | Universidad de Concepción | Chinquihue              | 1 de agosto | 18:00    |
| Deportes Copiapó        | 2 - 1     | Deportes Melipilla        | Luis Valenzuela         | 1 de agosto | 20:30    |
| Rangers                 | 1 - 2     | Santiago Wanderers        | Fiscal de Talca         | 1 de agosto | 20:30    |
| Deportes Recoleta       | 2 - 0     | Barnechea                 | Leonel Sánchez          | 2 de agosto | 15:00    |
| Libre: Unión San Felipe |           |                           |                         |             |          |

| Fecha 23                  | Fecha 23  | Fecha 23              | Fecha 23                  | Fecha 23    | Fecha 23 |
| Local                     | Resultado | Visita                | Estadio                   | Fecha       | Hora     |
| ------------------------- | --------- | --------------------- | ------------------------- | ----------- | -------- |
| Cobreloa                  | 1 - 0     | Magallanes            | Zorros del Desierto       | 5 de agosto | 20:00    |
| Universidad de Concepción | 3 - 0     | Deportes Copiapó      | Ester Roa                 | 6 de agosto | 20:00    |
| Deportes Temuco           | 0 - 1     | Deportes Puerto Montt | Germán Becker             | 6 de agosto | 20:00    |
| Santiago Wanderers        | 2 - 2     | Fernández Vial        | Elías Figueroa            | 7 de agosto | 11:00    |
| Barnechea                 | 2 - 0     | Deportes Santa Cruz   | Municipal de Lo Barnechea | 8 de agosto | 12:30    |
| Deportes Iquique          | 3 - 1     | Santiago Morning      | Tierra de Campeones       | 8 de agosto | 20:30    |
| San Luis                  | 0 - 0     | Rangers               | Lucio Fariña              | 8 de agosto | 20:30    |
| Deportes Melipilla        | 1 - 0     | Unión San Felipe      | Municipal de La Pintana   | 9 de agosto | 20:00    |
| Libre: Deportes Recoleta  |           |                       |                           |             |          |

| Fecha 24                  | Fecha 24  | Fecha 24                  | Fecha 24                | Fecha 24     | Fecha 24 |
| Local                     | Resultado | Visita                    | Estadio                 | Fecha        | Hora     |
| ------------------------- | --------- | ------------------------- | ----------------------- | ------------ | -------- |
| Deportes Puerto Montt     | 1 - 1     | Cobreloa                  | Chinquihue              | 11 de agosto | 20:00    |
| Magallanes                | 0 - 1     | Santiago Wanderers        | El Teniente             | 12 de agosto | 15:00    |
| Santiago Morning          | 1 - 2     | Deportes Temuco           | Municipal de La Pintana | 13 de agosto | 11:00    |
| Fernández Vial            | 2 - 3     | Universidad de Concepción | Ester Roa               | 13 de agosto | 18:15    |
| Rangers                   | 0 - 1     | Deportes Recoleta         | Fiscal de Talca         | 14 de agosto | 12:30    |
| Deportes Santa Cruz       | 1 - 0     | Deportes Iquique          | Joaquín Muñoz           | 15 de agosto | 15:00    |
| Unión San Felipe          | 2 - 1     | Barnechea                 | Javier Muñoz            | 15 de agosto | 17:30    |
| Deportes Copiapó          | 1 - 1     | San Luis                  | Luis Valenzuela         | 15 de agosto | 20:00    |
| Libre: Deportes Melipilla |           |                           |                         |              |          |

| Fecha 25                  | Fecha 25  | Fecha 25              | Fecha 25                  | Fecha 25     | Fecha 25 |
| Local                     | Resultado | Visita                | Estadio                   | Fecha        | Hora     |
| ------------------------- | --------- | --------------------- | ------------------------- | ------------ | -------- |
| Deportes Recoleta         | 0 - 3     | Deportes Puerto Montt | Leonel Sánchez            | 20 de agosto | 11:00    |
| Deportes Iquique          | 0 - 0     | Fernández Vial        | Tierra de Campeones       | 21 de agosto | 15:00    |
| Santiago Wanderers        | 1 - 0     | Deportes Copiapó      | Elías Figueroa            | 21 de agosto | 15:00    |
| Deportes Temuco           | 1 - 2     | Rangers               | Germán Becker             | 23 de agosto | 18:00    |
| San Luis                  | 2 - 2     | Unión San Felipe      | Lucio Fariña              | 23 de agosto | 20:30    |
| Barnechea                 | 3 - 2     | Magallanes            | Municipal de Lo Barnechea | 24 de agosto | 12:30    |
| Universidad de Concepción | 3 - 2     | Deportes Santa Cruz   | Ester Roa                 | 24 de agosto | 18:00    |
| Cobreloa                  | 1 - 0     | Deportes Melipilla    | Zorros del Desierto       | 24 de agosto | 20:30    |
| Libre: Santiago Morning   |           |                       |                           |              |          |

| Fecha 26                   | Fecha 26  | Fecha 26                  | Fecha 26                   | Fecha 26     | Fecha 26 |
| Local                      | Resultado | Visita                    | Estadio                    | Fecha        | Hora     |
| -------------------------- | --------- | ------------------------- | -------------------------- | ------------ | -------- |
| Deportes Puerto Montt      | 1 - 1     | Santiago Wanderers        | Chinquihue                 | 27 de agosto | 20:30    |
| Fernández Vial             | 0 - 1     | Santiago Morning          | Ester Roa                  | 29 de agosto | 18:00    |
| Deportes Copiapó           | 3 - 2     | Deportes Recoleta         | Luis Valenzuela            | 29 de agosto | 20:30    |
| Rangers                    | 3 - 2     | Barnechea                 | Fiscal de Talca            | 29 de agosto | 20:30    |
| Magallanes                 | 1 - 0     | Deportes Temuco           | Luis Navarro               | 30 de agosto | 15:00    |
| Unión San Felipe           | 1 - 0     | Universidad de Concepción | Javier Muñoz               | 30 de agosto | 18:00    |
| Deportes Melipilla         | 1 - 2     | San Luis                  | Bicentenario de La Florida | 30 de agosto | 20:30    |
| Cobreloa                   | 2 - 1     | Deportes Iquique          | Zorros del Desierto        | 30 de agosto | 20:30    |
| Libre: Deportes Santa Cruz |           |                           |                            |              |          |

| Fecha 27                         | Fecha 27  | Fecha 27              | Fecha 27                  | Fecha 27        | Fecha 27 |
| Local                            | Resultado | Visita                | Estadio                   | Fecha           | Hora     |
| -------------------------------- | --------- | --------------------- | ------------------------- | --------------- | -------- |
| Santiago Wanderers               | 2 - 2     | Deportes Melipilla    | Elías Figueroa            | 6 de septiembre | 15:30    |
| Fernández Vial                   | 1 - 1     | Magallanes            | Ester Roa                 | 6 de septiembre | 18:00    |
| Deportes Santa Cruz              | 2 - 1     | Rangers               | Joaquín Muñoz             | 6 de septiembre | 18:30    |
| Deportes Iquique                 | 0 - 0     | Deportes Copiapó      | Tierra de Campeones       | 6 de septiembre | 20:30    |
| Deportes Temuco                  | 1 - 0     | Unión San Felipe      | Germán Becker             | 6 de septiembre | 20:30    |
| Barnechea                        | 0 - 1     | Cobreloa              | Municipal de Lo Barnechea | 7 de septiembre | 12:30    |
| San Luis                         | 0 - 3     | Deportes Puerto Montt | Lucio Fariña              | 7 de septiembre | 18:00    |
| Santiago Morning                 | 1 - 2     | Deportes Recoleta     | Municipal de La Pintana   | 8 de septiembre | 15:30    |
| Libre: Universidad de Concepción |           |                       |                           |                 |          |

| Fecha 28                  | Fecha 28  | Fecha 28            | Fecha 28                | Fecha 28         | Fecha 28 |
| Local                     | Resultado | Visita              | Estadio                 | Fecha            | Hora     |
| ------------------------- | --------- | ------------------- | ----------------------- | ---------------- | -------- |
| Unión San Felipe          | 2 - 3     | Santiago Wanderers  | Javier Muñoz            | 10 de septiembre | 12:30    |
| Rangers                   | 0 - 2     | Deportes Iquique    | Fiscal de Talca         | 12 de septiembre | 18:00    |
| Universidad de Concepción | 2 - 1     | Barnechea           | Ester Roa               | 12 de septiembre | 18:00    |
| Deportes Copiapó          | 4 - 2     | Deportes Santa Cruz | Luis Valenzuela         | 12 de septiembre | 20:30    |
| Deportes Puerto Montt     | 0 - 1     | Fernández Vial      | Chinquihue              | 12 de septiembre | 20:30    |
| Deportes Melipilla        | 0 - 1     | Deportes Temuco     | Municipal de La Pintana | 13 de septiembre | 15:30    |
| Deportes Recoleta         | 0 - 1     | Cobreloa            | Municipal de La Pintana | 15 de septiembre | 12:30    |
| Magallanes                | 1 - 1     | Santiago Morning    | Luis Navarro            | 15 de septiembre | 12:30    |
| Libre: San Luis           |           |                     |                         |                  |          |

| Fecha 29            | Fecha 29  | Fecha 29                  | Fecha 29                  | Fecha 29         | Fecha 29 |
| Local               | Resultado | Visita                    | Estadio                   | Fecha            | Hora     |
| ------------------- | --------- | ------------------------- | ------------------------- | ---------------- | -------- |
| Barnechea           | 4 - 2     | Deportes Melipilla        | Municipal de Lo Barnechea | 24 de septiembre | 12:30    |
| Santiago Morning    | 3 - 0     | Rangers                   | Municipal de La Pintana   | 24 de septiembre | 15:00    |
| Deportes Iquique    | 1 - 2     | Universidad de Concepción | Tierra de Campeones       | 25 de septiembre | 12:30    |
| Santiago Wanderers  | 0 - 0     | Deportes Recoleta         | Elías Figueroa            | 25 de septiembre | 15:00    |
| Fernández Vial      | 1 - 2     | Deportes Copiapó          | Ester Roa                 | 25 de septiembre | 15:00    |
| Deportes Santa Cruz | 0 - 2     | Deportes Puerto Montt     | Joaquín Muñoz             | 25 de septiembre | 20:30    |
| Cobreloa            | 1 - 0     | Unión San Felipe          | Zorros del Desierto       | 26 de septiembre | 17:30    |
| Deportes Temuco     | 1 - 0     | San Luis                  | Germán Becker             | 26 de septiembre | 20:00    |
| Libre: Magallanes   |           |                           |                           |                  |          |

| Fecha 30                  | Fecha 30  | Fecha 30            | Fecha 30                  | Fecha 30     | Fecha 30 |
| Local                     | Resultado | Visita              | Estadio                   | Fecha        | Hora     |
| ------------------------- | --------- | ------------------- | ------------------------- | ------------ | -------- |
| Deportes Puerto Montt     | 2 - 1     | Santiago Morning    | Chinquihue                | 1 de octubre | 17:30    |
| Deportes Copiapó          | 0 - 1     | Rangers             | Luis Valenzuela           | 1 de octubre | 17:30    |
| Unión San Felipe          | 1 - 4     | Magallanes          | Javier Muñoz              | 2 de octubre | 20:30    |
| Deportes Melipilla        | 2 - 2     | Fernández Vial      | Municipal de La Pintana   | 2 de octubre | 20:30    |
| Barnechea                 | 1 - 0     | Santiago Wanderers  | Municipal de Lo Barnechea | 3 de octubre | 15:30    |
| Deportes Recoleta         | 2 - 1     | Deportes Santa Cruz | Leonel Sánchez            | 3 de octubre | 15:30    |
| San Luis                  | 0 - 0     | Deportes Iquique    | Lucio Fariña              | 3 de octubre | 20:30    |
| Universidad de Concepción | 1 - 0     | Deportes Temuco     | Ester Roa                 | 3 de octubre | 20:30    |
| Libre: Cobreloa           |           |                     |                           |              |          |

| Fecha 31                     | Fecha 31  | Fecha 31                  | Fecha 31                | Fecha 31      | Fecha 31 |
| Local                        | Resultado | Visita                    | Estadio                 | Fecha         | Hora     |
| ---------------------------- | --------- | ------------------------- | ----------------------- | ------------- | -------- |
| Deportes Temuco              | 2 - 2     | Deportes Recoleta         | Germán Becker           | 8 de octubre  | 17:30    |
| Santiago Wanderers           | 2 - 2     | Cobreloa                  | Nicolás Chahuán         | 8 de octubre  | 20:00    |
| Rangers                      | 3 - 0     | Universidad de Concepción | Fiscal de Talca         | 9 de octubre  | 15:00    |
| Magallanes                   | 7 - 0     | Deportes Melipilla        | Luis Navarro            | 9 de octubre  | 15:00    |
| Deportes Iquique             | 0 - 2     | Barnechea                 | Tierra de Campeones     | 10 de octubre | 12:00    |
| Fernández Vial               | 1 - 1     | San Luis                  | Ester Roa               | 10 de octubre | 15:00    |
| Santiago Morning             | 2 - 1     | Deportes Copiapó          | Municipal de La Pintana | 10 de octubre | 15:00    |
| Deportes Santa Cruz          | 4 - 0     | Unión San Felipe          | Joaquín Muñoz           | 10 de octubre | 20:00    |
| Libre: Deportes Puerto Montt |           |                           |                         |               |          |

| Fecha 32                  | Fecha 32  | Fecha 32              | Fecha 32                  | Fecha 32      | Fecha 32 |
| Local                     | Resultado | Visita                | Estadio                   | Fecha         | Hora     |
| ------------------------- | --------- | --------------------- | ------------------------- | ------------- | -------- |
| Cobreloa                  | 1 - 0     | Deportes Temuco       | Zorros del Desierto       | 15 de octubre | 15:00    |
| Universidad de Concepción | 1 - 1     | Santiago Wanderers    | Ester Roa                 | 15 de octubre | 17:30    |
| Deportes Recoleta         | 3 - 0     | Deportes Iquique      | Leonel Sánchez            | 16 de octubre | 17:30    |
| San Luis                  | 0 - 0     | Deportes Santa Cruz   | Lucio Fariña              | 16 de octubre | 17:30    |
| Unión San Felipe          | 1 - 0     | Deportes Puerto Montt | Javier Muñoz              | 16 de octubre | 20:00    |
| Barnechea                 | 2 - 0     | Fernández Vial        | Municipal de Lo Barnechea | 17 de octubre | 17:00    |
| Deportes Melipilla        | 2 - 1     | Santiago Morning      | Municipal de La Pintana   | 17 de octubre | 19:30    |
| Deportes Copiapó          | 2 - 2     | Magallanes            | Luis Valenzuela           | 20 de octubre | 20:30    |
| Libre: Rangers            |           |                       |                           |               |          |

| Fecha 33                  | Fecha 33  | Fecha 33                  | Fecha 33                | Fecha 33      | Fecha 33 |
| Local                     | Resultado | Visita                    | Estadio                 | Fecha         | Hora     |
| ------------------------- | --------- | ------------------------- | ----------------------- | ------------- | -------- |
| Santiago Morning          | 0 - 2     | Universidad de Concepción | Municipal de La Pintana | 22 de octubre | 12:30    |
| Deportes Iquique          | 3 - 0     | Unión San Felipe          | Tierra de Campeones     | 22 de octubre | 15:00    |
| Magallanes                | 2 - 0     | Rangers                   | Luis Navarro            | 23 de octubre | 12:00    |
| Fernández Vial            | 2 - 3     | Cobreloa                  | Ester Roa               | 23 de octubre | 12:00    |
| San Luis                  | 2 - 1     | Deportes Recoleta         | Lucio Fariña            | 24 de octubre | 18:00    |
| Deportes Santa Cruz       | 2 - 1     | Deportes Melipilla        | Joaquín Muñoz           | 24 de octubre | 18:00    |
| Deportes Temuco           | 4 - 1     | Barnechea                 | Germán Becker           | 24 de octubre | 18:00    |
| Deportes Puerto Montt     | 0 - 1     | Deportes Copiapó          | Chinquihue              | 25 de octubre | 20:00    |
| Libre: Santiago Wanderers |           |                           |                         |               |          |

| Fecha 34                  | Fecha 34  | Fecha 34              | Fecha 34                   | Fecha 34       | Fecha 34 |
| Local                     | Resultado | Visita                | Estadio                    | Fecha          | Hora     |
| ------------------------- | --------- | --------------------- | -------------------------- | -------------- | -------- |
| Deportes Copiapó          | 1 - 0     | Deportes Temuco       | Luis Valenzuela            | 31 de octubre  | 12:30    |
| Rangers                   | 0 - 1     | Deportes Puerto Montt | Fiscal de Talca            | 31 de octubre  | 15:00    |
| Universidad de Concepción | 3 - 1     | San Luis              | Ester Roa                  | 1 de noviembre | 15:00    |
| Deportes Melipilla        | 0 - 0     | Deportes Iquique      | Municipal de La Pintana    | 1 de noviembre | 17:30    |
| Unión San Felipe          | 2 - 1     | Fernández Vial        | Javier Muñoz               | 1 de noviembre | 17:30    |
| Cobreloa                  | 2 - 2     | Santiago Morning      | Zorros del Desierto        | 1 de noviembre | 17:30    |
| Deportes Recoleta         | 0 - 2     | Magallanes (C)        | Bicentenario de La Florida | 1 de noviembre | 17:30    |
| Santiago Wanderers        | 2 - 0     | Deportes Santa Cruz   | Nicolás Chahuán            | 2 de noviembre | 16:30    |
| Libre: Barnechea          |           |                       |                            |                |          |

## Campeón
|            |
| Magallanes |
| 1.º título |

## Play-Offs
|  | Preliminar                | Preliminar | Preliminar            |   |                  | Semifinal | Semifinal | Semifinal |  |          | Final | Final | Final |  |
|  |                           |            |                       |   |                  |           |           |           |  |          |       |       |       |  |
|  |                           |            |                       |   |                  |           |           |           |  |          |       |       |       |  |
|  | Deportes Copiapó          | 0          | 5                     |   |                  |           |           |           |  |          |       |       |       |  |
|  | Deportes Copiapó          | 0          | 5                     |   |                  |           |           |           |  |          |       |       |       |  |
|  | Universidad de Concepción | 0          | 1                     |   |                  |           |           |           |  |          |       |       |       |  |
|  | Universidad de Concepción | 0          | 1                     |   | Deportes Copiapó | 0         | 4         |           |  |          |       |       |       |  |
|  |                           |            |                       |   | Deportes Copiapó | 0         | 4         |           |  |          |       |       |       |  |
|  |                           |            | Deportes Puerto Montt | 3 | 0                |           |           |           |  |          |       |       |       |  |
|  | Unión San Felipe          | 1          | Deportes Puerto Montt | 3 | 0                | 0         |           |           |  |          |       |       |       |  |
|  | Unión San Felipe          | 1          |                       |   |                  |           |           |           |  |          |       |       |       |  |
|  | Deportes Puerto Montt     | 2          | 1                     |   |                  |           |           |           |  |          |       |       |       |  |
|  | Deportes Puerto Montt     | 2          | 1                     |   |                  |           |           |           |  | Cobreloa | 0     | 0     |       |  |
|  |                           |            |                       |   |                  |           |           |           |  | Cobreloa | 0     | 0     |       |  |
|  |                           |            | Deportes Copiapó      | 0 | 5                |           |           |           |  |          |       |       |       |  |
|  |                           |            | Deportes Copiapó      | 0 | 5                |           |           |           |  |          |       |       |       |  |
|  |                           |            |                       |   |                  |           |           |           |  |          |       |       |       |  |
|  |                           |            |                       |   |                  |           |           |           |  |          |       |       |       |  |
|  |                           |            |                       |   |                  |           |           |           |  |          |       |       |       |  |
|  |                           |            |                       |   |                  |           |           |           |  |          |       |       |       |  |
|  |                           |            |                       |   |                  |           |           |           |  |          |       |       |       |  |
|  |                           |            |                       |   |                  |           |           |           |  |          |       |       |       |  |
|  |                           |            |                       |   |                  |           |           |           |  |          |       |       |       |  |
|  |                           |            |                       |   |                  |           |           |           |  |          |       |       |       |  |
|  |                           |            |                       |   |                  |           |           |           |  |          |       |       |       |  |
|  |                           |            |                       |   |                  |           |           |           |  |          |       |       |       |  |

## Estadísticas

### Goleadores
- Actualizado: 27 de noviembre de 2022

| Jugador               | Equipo                    | Anot. |
| --------------------- | ------------------------- | ----- |
| Maximiliano Quinteros | Deportes Copiapó          | 18    |
| Juan Ignacio Duma     | Barnechea                 | 14    |
| David Escalante       | Cobreloa                  | 13    |
| Pedro Muñoz           | Deportes Santa Cruz       | 13    |
| Alfredo Ábalos        | Rangers                   | 13    |
| César Cortés          | Magallanes                | 12    |
| Óscar Ortega          | Santiago Morning          | 12    |
| Steffan Pino          | Santiago Morning          | 11    |
| Arnaldo Castillo      | Universidad de Concepción | 11    |
| Lionel Altamirano     | Rangers                   | 9     |
| Sebastián Parada      | San Luis de Quillota      | 9     |

### Hat-Tricks & Póker
Aquí se encuentra la lista de hat-tricks y póker de goles (en general, tres o más goles marcados por un jugador en un mismo encuentro) conseguidos en la temporada.
- Actualizado: 27 de noviembre de 2022

| Día                      | Jugador               | Goles | Fecha          | Local            | Resultado | Visitante                 |
| ------------------------ | --------------------- | ----- | -------------- | ---------------- | --------- | ------------------------- |
| 24 de septiembre de 2022 | Steffan Pino          | 3     | 29°            | Santiago Morning | 3-0       | Rangers                   |
| 9 de octubre de 2022     | Thomas Jones          | 3     | 31°            | Magallanes       | 7-0       | Deportes Melipilla        |
| 11 de noviembre de 2022  | Maximiliano Quinteros | 3     | Play-Offs      | Deportes Copiapó | 5-1       | Universidad de Concepción |
| 27 de noviembre de 2022  | Maximiliano Quinteros | 3     | Final Liguilla | Deportes Copiapó | 0-5       | Cobreloa                  |

### Autogoles
Aquí se encuentra la lista de autogoles realizados en esta temporada.
| Jugador           | Equipo               | Equipo Favorecido         | Anot. | Fecha |
| ----------------- | -------------------- | ------------------------- | ----- | ----- |
| Luis García       | Santiago Wanderers   | Deportes Copiapó          | 1     | 8.ª   |
| Federico Martin   | Deportes Recoleta    | Deportes Iquique          | 1     | 15.ª  |
| Brayan Manosalva  | San Luis de Quillota | Deportes Santa Cruz       | 1     | 15.ª  |
| Brayan Manosalva  | San Luis de Quillota | Universidad de Concepción | 1     | 17.ª  |
| Francisco Salinas | Unión San Felipe     | Deportes Copiapó          | 1     | 19.ª  |
| Ignacio Núñez     | Santiago Morning     | Deportes Melipilla        | 1     | 32.ª  |

## Entrenadores
| Equipo                                             | Entrenador          | Período          |
| -------------------------------------------------- | ------------------- | ---------------- |
| Deportes Santa Cruz                                | Osvaldo Hurtado     | 1.ᵉʳ - 4.º       |
| Deportes Santa Cruz                                | Héctor Adomaitis    | 5.º en adelante  |
| San Luis de Quillota                               | Nicolás Vazzoler    | 1.ᵉʳ - 6.º       |
| San Luis de Quillota                               | Francisco Bozán     | 7.º en adelante  |
| Santiago Wanderers                                 | Jorge Garcés        | 1.ᵉʳ - 7.º       |
| Santiago Wanderers                                 | John Valladares     | 8.º - 11.º       |
| Santiago Wanderers                                 | Miguel Ponce        | 12.º en adelante |
| Deportes Iquique                                   | Víctor Rivero       | 1.ᵉʳ - 11.ᵉʳ     |
| Deportes Iquique                                   | Manuel Villalobos   | 12.º             |
| Deportes Iquique                                   | José Cantillana     | 13.ᵉʳ - 31.ᵉʳ.   |
| Deportes Iquique                                   | Patrick Rojas       | 32.º en adelante |
| Universidad de Concepción                          | Fernando Vergara    | 1.ᵉʳ - 13.º      |
| Universidad de Concepción                          | Bastián Straussmann | 14.º             |
| Universidad de Concepción                          | Miguel Ramírez      | 15.º en adelante |
| Deportes Temuco                                    | Cristián Arán       | 1.ᵉʳ - 14.º      |
| Deportes Temuco                                    | Fabián Avendaño     | 15.º             |
| Deportes Temuco                                    | Jorge Aravena       | 16.º - 23.º      |
| Deportes Temuco                                    | Fabián Avendaño     | 24.º en adelante |
| Fernández Vial                                     | Claudio Rojas       | 1.ᵉʳ - 14.º      |
| Fernández Vial                                     | Patricio Lira       | 15.º - 32.º      |
| Fernández Vial                                     | Claudio Rojas       | 33.° en adelante |
| Deportes Melipilla                                 | Ariel Pereyra       | 1.ᵉʳ - 21.º      |
| Deportes Melipilla                                 | Jaime Vera          | 22.º - 29.º      |
| Deportes Melipilla                                 | Eros Pérez          | 30.º en adelante |
| Santiago Morning                                   | Fabián Marzuca      | 1.ᵉʳ - 22.º      |
| Santiago Morning                                   | Cristián Muñoz      | 23.º en adelante |
| Rangers                                            | Felipe Cornejo      | 1.ᵉʳ - 24.º      |
| Rangers                                            | Eduardo Pinto       | 25.º - 29.º      |
| Rangers                                            | Juan José Luvera    | 30.º en adelante |
| Unión San Felipe                                   | Jonathan Orellana   | 1.ᵉʳ - 25.º      |
| Unión San Felipe                                   | Nicolás Suárez      | 26.º - 34.°      |
| Unión San Felipe                                   | Víctor Rivero       | Play-Offs        |
| En cursiva quienes se desempeñaron como Interinos. |                     |                  |

## Regla del U-21
- El reglamento del Campeonato Nacional de la Primera B 2022, señala en su artículo 31 que “en la sumatoria de todos los partidos del Campeonato que dispute cada club, los jugadores chilenos nacidos a partir del 01 de enero de 2001 deberán haber disputado a lo menos el cincuenta por ciento de los minutos efectivamente jugados”. Esta obligación, también se extiende a la Copa Chile y a los torneos de la Primera División y Segunda División Profesional.

- En el caso de cumplimiento entre el 45,1 % al 99,9 % de los minutos, la sanción será la pérdida de tres puntos más una multa de 500 UF, descontándose de la tabla de la fase regular del respectivo campeonato. Si el cumplimiento de los minutos alcanza entre el 40,1 al 45 % de los minutos, el descuento será de seis puntos de pérdida más la multa, y si el cumplimiento alcanza al 40 % o menos de los minutos, el descuento será de nueve puntos, igualmente contando con la multa antes mencionada.

| Equipo                    | m.req | m.dis | m.pen | %       |
| ------------------------- | ----- | ----- | ----- | ------- |
| Barnechea                 | 2.016 | 2.203 | 0     | 109,28% |
| Cobreloa                  | 2.016 | 2.732 | 0     | 135,52% |
| Deportes Copiapó          | 2.016 | 2.025 | 0     | 100,45% |
| Deportes Iquique          | 2.016 | 2.080 | 0     | 103,17  |
| Deportes Melipilla        | 2.016 | 2.095 | 0     | 103,92% |
| Deportes Puerto Montt     | 2.016 | 2.120 | 0     | 105,16% |
| Deportes Recoleta         | 2.016 | 2.753 | 0     | 136,53% |
| Deportes Santa Cruz       | 2.016 | 2.050 | 0     | 101,69% |
| Deportes Temuco           | 2.016 | 2.786 | 0     | 138,19% |
| Fernández Vial            | 2.016 | 2.862 | 0     | 141,96% |
| Magallanes                | 2.016 | 2.168 | 0     | 107,54% |
| Rangers                   | 2.016 | 2.016 | 0     | 100%    |
| San Luis de Quillota      | 2.016 | 2.267 | 0     | 112,45% |
| Santiago Morning          | 2.016 | 2.042 | 0     | 101,29% |
| Santiago Wanderers        | 2.016 | 2.880 | 0     | 142,86% |
| Unión San Felipe          | 2.016 | 2.218 | 0     | 110,02% |
| Universidad de Concepción | 2.016 | 2.827 | 0     | 140,23% |
| Actualizado - Fecha 34    |       |       |       |         |

     Cumplieron con el reglamento. 
     No cumplieron con el reglamento. Incurre en la pérdida de 3 puntos, más una multa de 500 UF (65,1 % al 99,9 %)
     No cumplieron con el reglamento. Incurre en la pérdida de 6 puntos, más una multa de 500 UF (60,1 % al 65,0 %)
     No cumplieron con el reglamento. Incurre en la pérdida de 9 puntos, más una multa de 500 UF (Menos del 60,0 %)